# Некрасов, Иван Степанович
Иван Степанович Некрасов (1836, Москва — 1895, Швейцария) — исследователь истории древнерусской литературы, доктор словесности, заслуженный профессор, декан и ректор Императорского Новороссийского университета.

## Биография
Родился в 1836 году в Москве в семье священника. В семье было шестеро детей, среди них:
- Иван Некрасов;
- Екатерина Некрасова (1847—1905) — журналистка, писательница, литературный критик, активистка женского движения;
- Варвара Некрасова (ок. 1850—1877) — женщина-врач, одна из первых выпускниц Женских врачебных курсов, активистка женского движения;
- Анна Некрасова[1][2].

Учился на историко-филологическом факультете Московского университета, который окончил в 1859 году со степенью кандидата. За выпускную работу «История Псковского княжества» был удостоен золотой медали. После этого в период с 4 сентября 1863 года по 16 августа 1864 года  работал преподавателем российской словесности кадетского корпуса и 4-й Московской гимназии, затем на протяжении двух лет был домашним учителем детей герцога Лейхтенбергского в Италии. Был избран 17 октября 1867 года членом-корреспондентом Московского археологического общества.
После сдачи магистерского экзамена Советом Императорского Новороссийского университета он был избран на должность доцента и заведующего кафедрой российской словесности, в начале 1868 года приступил к чтению лекций. Магистерскую диссертацию, темой которой было исследование зарождения литературы в Северной Руси, он защитил 8 февраля 1870 года. В начале 1873 года в Московском университете он защитил докторскую диссертацию, посвященную «Домострою» и 27 февраля был избран ординарным профессором кафедры российской словесности, которой заведовал. В октябре 1874 года он был избран деканом историко-филологического факультета и, неоднократно переизбираясь, руководил им до 1891 года (с 1 января деканом стал В. К. Надлер, а его сменил 30 апреля 1894 года Ф. И. Успенский).
С 10 июня 1890 года и до самой смерти был ректором Новороссийского университета; с 27 мая 1893 года — в звании заслуженного профессора. В чине действительного статского советника с 28 декабря 1879 года.
Читал курсы по истории русской литературы, истории русского языка, русской палеографии, диалектологии, спецкурсы о Лаврентьевской летописи, о произведениях Карамзина, Пушкина и т. д.
Скончался после тяжелой и продолжительной болезни 3 (15) ноября 1895 года в Швейцарии.

## Научная деятельность
В первый период своей деятельности И. С. Некрасов интересовался древнерусской агиографией. Его сочинения, изданные в 60-70-х гг. XIX в., представляют научную ценность и сегодня, поскольку в них были подняты острые методологические проблемы. Одной из них была проблема достоверности фактов. Некрасов считал, что житие святого это прежде всего литературный памятник, в котором в отличие от летописи, сохранились лишь отдельные факты.

## Награды
- орден Св. Анны 2-й ст.
- орден Св. Владимира 3-й ст.
- орден Св. Станислава 1-й ст. (01.01.1885)[4]
- орден Св. Анны 1-й ст. (01.01.1891)[3]